# Vanilla mexicana
Vanilla mexicana är en orkidéart som beskrevs av Philip Miller. Vanilla mexicana ingår i släktet Vanilla och familjen orkidéer. Inga underarter finns listade i Catalogue of Life.